# Long Lake (condado de Washburn, Wisconsin)
Long Lake es un pueblo ubicado en el condado de Washburn en el estado estadounidense de Wisconsin. En el Censo de 2010 tenía una población de 624 habitantes y una densidad poblacional de 6,38 personas por km².

## Geografía
Long Lake se encuentra ubicado en las coordenadas 45°41′28″N 91°43′1″O / 45.69111, -91.71694. Según la Oficina del Censo de los Estados Unidos, Long Lake tiene una superficie total de 97.88 km², de la cual 82.56 km² corresponden a tierra firme y (15.65%) 15.32 km² es agua.

## Demografía
Según el censo de 2010, había 624 personas residiendo en Long Lake. La densidad de población era de 6,38 hab./km². De los 624 habitantes, Long Lake estaba compuesto por el 95.83% blancos, el 0.16% eran afroamericanos, el 0.8% eran amerindios, el 1.12% eran asiáticos, el 0% eran isleños del Pacífico, el 0% eran de otras razas y el 2.08% pertenecían a dos o más razas. Del total de la población el 0.48% eran hispanos o latinos de cualquier raza.